# Papilioninae
Papilioninae es una subfamilia de lepidópteros ditrisios de la familia Papilionidae distribuidos en todo el mundo, pero con la mayor parte de las especies en los trópicos.  Hay aproximadamente 480 especies.

## Lista de tribus y géneros
Los papilioninos se dividen en tres tribus y numerosos géneros:[cita requerida]
- Tribu Leptocircini
  - Lamproptera Gray, 1832
  - Teinopalpus Hope, 1843
  - Eurytides Hübner, 1821
  - Neographium Möhn, 2002
  - Protographium Munroe, 1961
  - Iphiclides Hübner, 1819
  - Graphium Scopoli, 1777
  - Meandrusa Moore, 1888

- Tribu Papilionini
  - Papilio Linnaeus, 1758

- Tribu Troidini
  - Euryades C. & R. Felder, 1864
  - Cressida Swainson, 1832]
  - Parides Hübner, 1819
  - Battus Scopoli, 1777
  - Atrophaneura Reakirt, 1865
  - Troides Hübner, 1819
  - Trogonoptera Rippon, 1890
  - Ornithoptera